# Ingebeelde gemeenschap
Een ingebeelde of verbeelde gemeenschap (Engels: imagined community) is een gemeenschap waarvan de leden elkaar nooit allemaal persoonlijk kunnen kennen, maar onderling wel een binding voelen en zich als deel van die groep beschouwen. Hiervan kan sprake zijn zodra gemeenschappen groter worden dan dorpsniveau. Leden hebben een mentaal beeld van hun affiniteit met de gemeenschap. Dit laat zich bijvoorbeeld voelen als de natie deelneemt aan een groot evenement als de Olympische Spelen. Het begrip is afkomstig van Benedict Anderson, die dit fenomeen onderscheidde bij het ontstaan en verspreiden van het nationalisme in de negentiende eeuw. Het proces van natievorming wordt versterkt door zowel in- als uitbeelding. Daarbij wordt de nadruk gelegd op een gemeenschappelijk verleden en cultuur in combinatie met retoriek, nationale mythen en uitgevonden tradities. Zaken die hier niet goed in passen, worden er bewust uit gelaten.

## Ontstaan
Ingebeelde gemeenschappen hangen niet samen met de omvang; zelfs de leden van de kleinste natie zullen de overgrote meerderheid van de natie nooit kennen of ontmoeten, maar zullen desondanks een beeld van hun verbinding in het hoofd hebben. Ook kunnen ze wel dezelfde interesses hebben of zich identificeren als deel van dezelfde natie. De massamedia creëren ook ingebeelde gemeenschappen, gewoonlijk door zich op een massapubliek te richten of door te generaliseren en burgers als het publiek te adresseren.
Volgens Anderson was het ontstaan van ingebeelde gemeenschappen mogelijk door printkapitalisme. Kapitalistische entrepreneurs drukten hun boeken en media in de landstalen om de oplage te maximaliseren, in plaats van exclusieve schrifttalen, zoals Latijn. Als gevolg daarvan konden lezers, die verschillende lokale dialecten spraken, elkaar begrijpen en kon er een gemeenschappelijk discours ontstaan. Anderson betoogt dat de eerste Europese natiestaten zo gevormd werden rond hun national print-languages.

## Relatie met natie
Benedict Anderson definieerde een natie als an imagined political community - and imagined as both inherently limited and sovereign. Beperkt, want naties hebben finite, if elastic boundaries, beyond which lie other nations. Soeverein, aangezien geen dynastieke monarchie autoriteit kan claimen over een moderne natie:
"[...]Het concept werd geboren in een tijd waarin verlichting en revolutie bezig waren de legitimiteit van het goddelijk bepaalde, hiërarchisch dynastieke rijk te vernietigen. Tot volwassenheid komend in een tijdperk van de menselijke geschiedenis waarin zelfs de vroomste aanhangers van een universele religie onontkoombaar geconfronteerd werden met het levende pluralisme van zulke religies het allomorphisme [directe relatie] tussen de ontologische claims en territoriale reikwijdte van ieder geloof droomden naties van vrijheid en, indien onder God, dan direct. De maat en het embleem van deze vrijheid is de soevereine staat."
Een natie is een ingebeelde gemeenschap, omdat er, ongeacht de werkelijke ongelijkheid en uitbuiting die er bestaat, altijd over de natie wordt gedacht als een diep, horizontaal kameraadschap. Het is dit gevoel van kameraadschap dat het in de laatste twee eeuwen mogelijk gemaakt heeft dat miljoenen mensen niet alleen bereid waren om te doden, maar ook om te sterven voor zulke beperkte verbeeldingen.